# Abgarjuki
Abgarjuki (en georgiano: აბღარხუქი; en abjasio: Абгархықә, romanizado: Abgharjuk) es un pueblo que pertenece a la parcialmente reconocida República de Abjasia, parte del distrito de Gudauta, aunque de iure pertenece al municipio de Gudauta de la República Autónoma de Abjasia de Georgia.

## Toponimia
Hasta 1948 su nombre era Ladari-Arhabla (en georgiano: ლადარი-არჰაბლა).

## Geografía
Abgarjuki se encuentra recorrido por el río Aatsi y está situado a 7 km al noreste de Gudauta. Limita con Achandara en el norte, Kulanurjva en el oeste; Aatsi por el este y Primorskoe al sur.

## Historia
Durante el siglo XIX, Abgarjuki estuvo dividido entre los pueblos de los alrededores, por lo que los primeros datos adecuados sobre la población local solo estuvieron disponibles a principios del siglo XX, cuando el pueblo se independizó con el nombre de Ladari-Arhabla.
Durante la era de Stalin, muchas familias georgianas emigraron aquí (como en muchos otros pueblos de Bzipi), estableciéndose principalmente en las partes central y occidental de la aldea de Bagikita. En 1948, el pueblo pasó a llamarse Abgarjuki. La mayoría de los georgianos inmigrantes aprendieron a hablar abjasio muy bien por lo que tenían un alto grado de integración.
Desde la guerra en Abjasia (1992-1993), la inmensa mayoría de los georgianos del pueblo lo abandonaron.

## Demografía
La evolución demográfica de Abgarjuki entre 1926 y 2011 fue la siguiente:
| 2593                                                | 1483 | 1385 | 1024 |
| (Fuente: Population of Abkhazia since Soviet times) |      |      |      |

La población ha disminuido desde la década de 1930, incluido un importante descenso por la guerra. Actualmente la inmensa mayoría de la población son abjasios aunque antes de la guerra contaba con una minoría de georgianos.
|              | 2011      | 2011       |
| Grupo étnico | Población | Porcentaje |
| ------------ | --------- | ---------- |
| Georgianos   | 3         | 0,3%       |
| Abjasios     | 1003      | 97,9%      |
| Rusos        | 13        | 1,3%       |
| Armenios     | 1         | 0,1%       |
| Total        | 1024      | 100%       |

## Infraestructura

### Transporte
La carretera que conecta Rusia con Sujumi cruza el pueblo.